# Orthochromis malagaraziensis
Orthochromis malagaraziensis är en fiskart som först beskrevs av David, 1937.  Orthochromis malagaraziensis ingår i släktet Orthochromis och familjen Cichlidae. IUCN kategoriserar arten globalt som sårbar. Inga underarter finns listade i Catalogue of Life.